# Heavy (Anne-Marie)
Heavy è un singolo della cantante britannica Anne-Marie, pubblicato nel 2017 ed estratto dal suo primo album in studio Speak Your Mind.

## Tracce
- Download digitale

1. Heavy – 2:52